# 唐沢豊 (経営工学者)
唐沢 豊（唐澤豊、からさわ ゆたか、1934年10月21日- ）は、日本の経営工学者。

## 人物・来歴
東京出身。1960年早稲田大学政治経済学部経済学科卒。1980年「自動倉庫設計のシステム工学的接近」で京都大学工学博士。産業能率大学経営情報学部教授、神奈川大学工学部経営工学科教授。2005年定年退職。

## 著書
- 『物流システム入門』現代工学社、1976
- 『中小会社の利益計画』ぎょうせい、1977.2
- 『在庫活性化の戦略 会社経営見直しの知恵』ぎょうせい、1982.7
- 『外資系企業の限界 克服の途を探る』有斐閣ビジネス 1985.1
- 『二代目経営者の選択と決断 経営革新のトリガー』有斐閣ビジネス 1985.6
- 『物流・倉庫部課長の職務』(問題解決策シリーズ)税務経理協会、1986.11
- 『経営情報システムの分析と設計』(SEシリーズ）オーム社、1988.4
- 『物流概論』有斐閣ブックス)1989.4
- 『現代ロジスティクス概論』NTT出版、2000.7
- 『ロジスティクスと環境 エコ・ロジスティクスを学ぶ』成山堂書店、2001.8

### 共編著
- 『目標利益達成マニアル』編著、新技術開発センター、1981.10
- 『経営情報管理の要点』(中小企業診断士試験) 寺山心一翁,佐藤勝尚共著、評言社、1987.2
- 『最新物流管理マニアル』矢沢秀雄共編著、新技術開発センター、1988.3
- 『物流情報システムの設計』今野哲平共著、白桃書房、1992.6
- 『SCMハンドブック』編著, 日本ロジスティクスシステム学会 監修、共立出版、2018.3

### 翻訳
- キャメロン・P.ホール『技術と人間』奥田恭彦共訳、産業能率短期大学出版部、1971
- デービッド・フォスター 編『業種別自動倉庫の実際』芦沢幸男,田頭啓明共訳、日刊工業新聞社、1976